# Lorcha (embarcación)

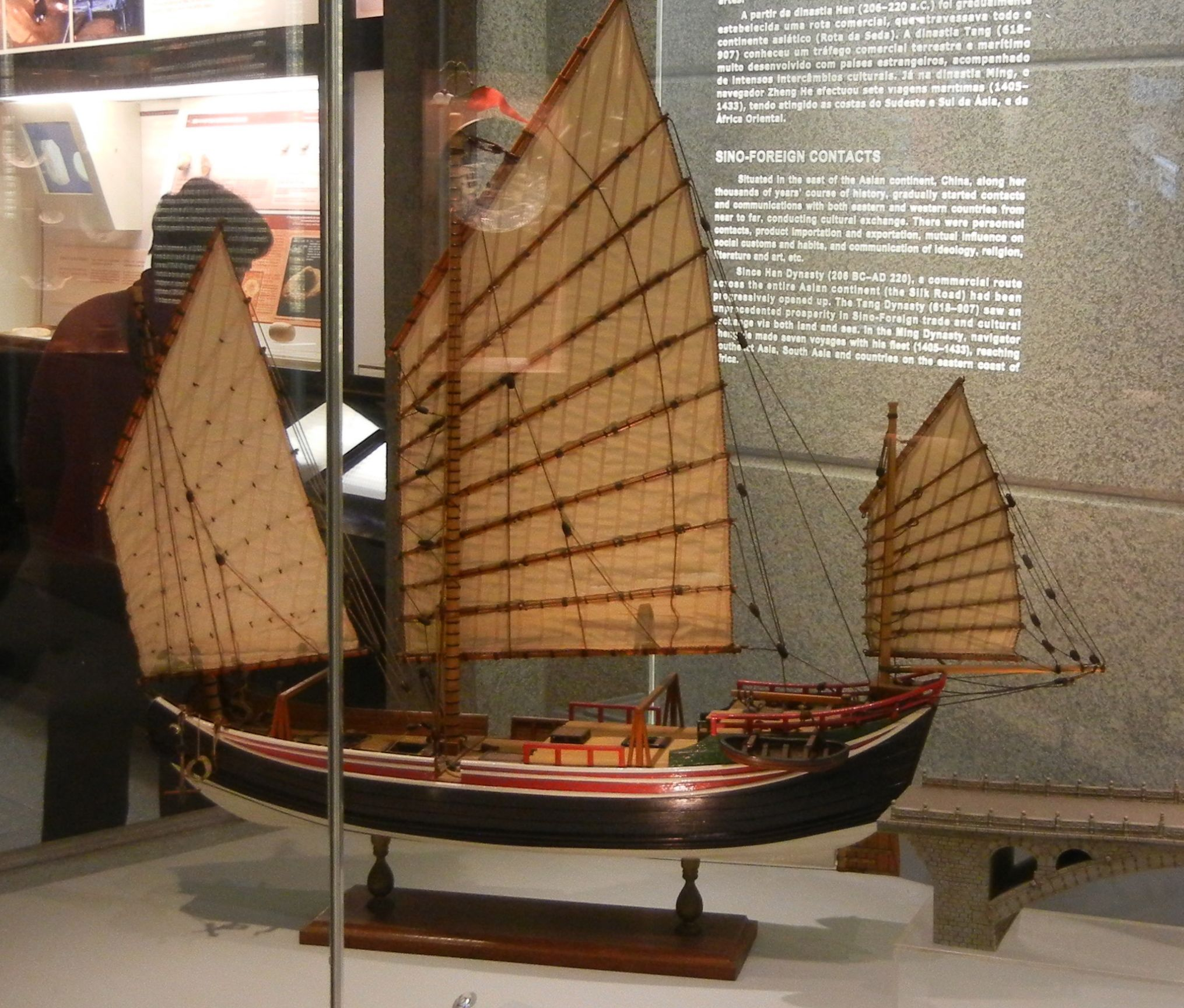
Maqueta de lorcha en el Museo de Macao

Se llama lorcha a una embarcación china de cuarenta a sesenta pies (12 a 18 metros) de eslora que se emplea en la navegación de cabotaje. 
La lorcha tiene dos palos, velas de estera divididas horizontalmente por delgadas latas o verguitas paralelas y usa timón de enjaretado. La que se dedicaba a la piratería montaba varios cañones, en general de poco calibre y lleva remos corridos de popa a proa.